# Little Tom
Little Tom je kapesní samonabíjecí pistole českého konstruktéra Aloise Tomišky (Tomiška anglicky = Little Tom) v rážích 6,35 mm Browning a 7,65 mm Browning. Pistole Litte Tom byla první komerčně vyráběnou samonabíjecí pistolí s revolverovou DA spouští (spoušťové napínání kohoutu), která umožňuje vystřelit první výstřel pouze promáčknutím spouště. Druhým unikátem této zbraně je možnost vytlačení prázdného zásobníku výhozním okénkem, při současném vložení nového zásobníku ze spodní strany zásobníkové šachty.
Kromě běžné kapesní varianty byla vyráběna verze s delší hlavní v tzv. zákonné délce, tj. s celkovou délkou větší než 180 mm. Tato verze pistole s hlavní v zákonné délce patří ke sběratelsky ceněným kusům.